# Partit del Treball d'Àustria
El Partit del Treball d'Àustria (alemany: Partei der Arbeit Österreichs, PdA) és un partit polític comunista d'Àustria. El PdA va ser fundat el 12 d'octubre de 2013 per Iniciativa Comunista, una escissió marxista-leninista del Partit Comunista d'Àustria (KPÖ), formada pels qui estaven insatisfets amb l'orientació ideològica del KPÖ.

## Història
Iniciativa Comunista era un grup escindit del Partit Comunista d'Àustria fundat el 2005 per a promoure el marxisme-leninisme i reagrupar les forces crítiques amb aquest. El grup va trencar definitivament amb el Partit al·legant falta de democràcia interna, diferències substancials sobre la Unió Europea i l'imperialisme, l'avaluació del socialisme històric, i la participació del KPÖ al partit de l'Esquerra Europea.
Vuit anys després, el partit es va registrar legalment. La Conferència Fundacional del PTA va comptar amb l'assistència d'un centenar de membres i de delegats del Partit Comunista de Grècia (KKE), el Partit Obrer Hongarès (Munkáspárt), el Partit Comunista Alemany (DKP), el Partit Comunista dels Pobles d'Espanya (PCPE) i el Partit Comunista de Turquia (TKP). La Conferència Fundacional també va comptar amb l'assistència de l'ambaixadora de Cuba a Àustria.
Posteriorment, va participar de la creació de la Iniciativa de Partits Comunistes i Obrers, una internacional marxista-leninista europea, i un cop dissolta, en la nova Acció Comunista Europea.

## Eleccions
El PTA va participar en les eleccions per a l'Ajuntament de Viena en 2015 en sis districtes diferents, a saber, Leopoldstadt, Favoriten, Simmering, Meidling, Ottakring i Donaustadt. En total, el PTA va obtenir 441 vots (entre 0,1 i 0,18%). Això va ser insuficient per a obtenir un escó en qualsevol dels consells de districte. No es va presentar a les eleccions legislatives de 2017, i al 2020, a les noves eleccions municipals, el PTA va disputar en algunes ciutats i districtes, com el d'Ottakring, obtenint 79 vots (0,21%), o a Baixa Àustria, aconseguint el primer mandat del consell municipal a Neusiedl an der Zaya.